# Regimiento de Infantería de Monte 29 (centro clandestino de detención)
En el Regimiento de Infantería de Monte 29 ubicado en la ciudad de Formosa funcionó un centro clandestino de detención durante la dictadura militar iniciada en 1976, utilizado para detenidos, cuyo responsable fue el comandante (R.) de Gendarmería Horacio Rafael Domato. El Centro estaba en la jurisdicción del II Cuerpo de Ejército y su jefatura dependía de la VII Brigada de Infantería de Corrientes al mando del general Cristino Nicolaides.

## Ubicación y descripción
El Regimiento 29 se encuentra ubicado en el Barrio San Agustín, Provincia de Formosa, frente al Barrio Militar y el Barrio de Suboficiales, en las cercanías del riacho Formo y las vías del Ferrocarril Gral. Bartolomé Mitre.
El ingreso al cuartel se hace desde la ruta, cruzando una barrera vigilada por un puesto de guardia. Circundando lateralmente el lugar donde se encuentra la Plaza de Armas y las barracas, bordeadas por ligustros, se llega hasta una zona de pasto y tierra con árboles, frente a la cual se encontraban las celdas o calabozos del centro clandestino de detención en una construcción cerrada, con puertas de madera con mirillas y rejas; paredes revocadas hasta la mitad con cemento alisado; piso de cemento y columnas de madera; una galería y un piletón de cemento. A unos metros estaba la sala de torturas, que tenía al frente un tanque, una arboleda y unos piletones a ras del suelo.

## Procesos
El juez federal subrogante de Formosa, Pablo Nuñez Pividori, procesó con prisión preventiva al comandante de Gendarmería (R) Horacio Rafael Domato, considerado responsable del Centro Clandestino de Detención ubicado dentro del Regimiento de Infantería de Monte 29, por los delitos de asociación ilícita en concurso real con el delito de privación ilegítima de la libertad (32 hechos) y por tormentos agravados en 27 hechos. También fue procesado por la desaparición forzada de los militantes del policía Luciano Ramón Díaz y de los militantes del Partido Revolucionario de los Trabajadores Fausto Augusto Carrillo, Mirta Insfrán y Ricardo Borgner.
Domato, quien también actuó en el Centro Clandestino de Detención "La Escuelita de San Antonio" de la Policía de la Provincia de Formosa, estuvo prófugo de la justicia durante seis años, lapso en el cual continuaba cobrando sus haberes como gendarme retirado en la ciudad de Córdoba, donde residía.

## Otros hechos
Entre los testimonios recogidos por la Comisión Nacional sobre la Desaparición de Personas se encuentra el de Osiris L. Ayala, que estuvo detenido desaparecido en el CCD durante más de 90 días y observó a un gran número de personas allí retenidas, varias de las cuales continúan desaparecidas.
También se cita el caso del conscripto Carlos Rolando Genés a quien se le acusó de haber estado bailando con una «extremista» y que según las autoridades militares se había suicidado.